# Ведерніков Валентин Вадимович
Валентин Вадимович Ведерніков (нар. 8 липня 1933, місто Казань, тепер Татарстан, Російська Федерація — 11 травня 1998, місто Харків) — український радянський діяч, голова виконавчого комітету Харківської міської ради народних депутатів. Депутат Верховної Ради УРСР 10-го скликання.

## Біографія
Освіта вища. Закінчив Харківський інженерно-економічний інститут.
У 1953—1956 роках — у Радянській армії.
Член КПРС з 1955 року.
У 1956—1961 роках — секретар комітету ЛКСМУ Харківського велосипедного заводу; 1-й секретар Комінтернівського районного комітету ЛКСМУ міста Харкова.
У 1961—1963 роках — начальник гальванічного цеху Харківського велосипедного заводу.
У 1963—1966 роках — заступник директора 4-го Харківського авторемонтного заводу.
У 1966—1967 роках — директор тролейбусного депо № 2 Харківського трамвайно-тролейбусного управління.
У 1967—1973 роках — начальник Харківського трамвайно-тролейбусного управління.
У 1973 — березні 1980 року — завідувач відділу, начальник управління комунального господарства виконавчого комітету Харківської обласної ради народних депутатів.
У березні 1980 — січні 1984 року — голова виконавчого комітету Харківської міської ради народних депутатів.
У січні 1984—1987 роках — начальник Харківського обласного управління по заготівлі і постачанню палива населенню, комунально-побутовим підприємствам і організаціям («Облпаливо»), нормувальник управління «Облпаливо» виконавчого комітету Харківської обласної ради народних депутатів.
У 1987 році рішенням бюро Харківського обкому КПУ (з формулюванням «за грубі порушення партійної і державної дисципліни, безвідповідальність і авантюризм, розбазарювання фондових будматеріалів») Ведерніков був виключений з членів КПРС.
У 1987—1990 роках — заступник головного інженера тресту «Харківгазкомунбуд» Харківської області.
У 1990—1998 роках — генеральний директор виробничого об'єднання «Харківський велосипедний завод імені Петровського».

## Нагороди
- ордени
- медалі
- лауреат Державної премії Української РСР в галузі науки і техніки (.12.1979)